# Economia da Alemanha Oriental
Como os outros estados do Leste europeu, a Alemanha Oriental (mais conhecida por Alemanha de Leste ou RDA - República Democrática Alemã), teve uma economia planificada, segundo o modelo soviético. Este tipo de economias contrastava com as economias de mercado ou economias mistas da maioria dos estados ocidentais. 
O Estado estabelecia os objectivos e os preços da produção, destinava para que fins os recursos, codificando estes dados numa planta detalhada - o Plano. Os meios de produção era quase inteiramente pertencentes ao Estado. Em 1985, por exemplo as empresas do Estado produziam cerca de 96,7 % da riqueza líquida total. O Estado fixava preços constantes para os cidadãos, sendo 80% do deficit da RDA composto pelos custos das fontes básicas (pão, habitação, transportes, etc). A RDA teve praticamente o mesmo destino dos outros regimes socialistas vizinhos, acabando por entrar em colapso pelas políticas equivocadas de seus dirigentes. A 3 de outubro de 1990 ocorre a reunificação da Alemanha, e as duas repúblicas são unidas sob um regime similar ao da antiga metade ocidental.

## Liderança Central

### Partido da Unidade Socialista Alemã
A entidade que dirigia a economia, como qualquer aspecto do quotidiano da Alemanha Oriental era o SED (Sozialistische Einheitspartei Deustschlands), nomeadamente as cúpulas. O partido exercia o seu papel de liderança, oficialmete, durante o Congresso do partido, quando aceitava o relatório da Secretaria-Geral e quando adoptava a planta de esboço para o período de 5 anos (Plano Quinquenal).
Mais importante era a supervisão do Politburo do SED, que monopolizava e dirigia toda e vida económia da RDA. Era este grupo chave que tratava de todos os aspectos, de todas as questões (fundamentais ou irrelevantes).

### Burocracia do Governo
Na cabeça dos órgãos de chefia, responsáveis para formalmente adaptar e realizar o Plano elaborado pelo Congresso e pelo Politburo, era o Conselho de Ministros (que teve mais de 40 membros e, por sua vez, foi dirigido por um Presidium de 16). O Conselho de Ministros supervisionava e coordenava as atividades de todos os órgãos centrais responsáveis pela economia, e dispunha de um papel importante para a resolução de casos importantes.
A Comissão de Planejamento do Estado recomendava ao Conselho de Ministros estratégias económicas, alternativas possíveis e suas implicações, traduzindo os objectivos gerais, ajustados pelo Conselho.
Os ministros, individualmente, tiveram a responsabilidade principal para a concretização do Plano nos diversos sectores da economia. Os ministros eram responsáveis, dentro da sua esfera de trabalho, de um planeamento detalhado, descrição dos recursos, desenvolvimento, execução das inovações, e, geralmente, para a realização eficiente dos planos correspondentes a cada ministério.
Além à estrutura básica do sector industrial, havia uma hierarquia suplementar de órgãos de governo alcançou, debaixo do Conselho de Ministros e da Comissão de Planejamento. As comissões regionais e locais de planejamento e conselhos económicos, dependentes do Conselho de Ministros e da Comissão de Planejamento, executavam o plano ao nível local. Consideravam matérias como a instalação apropriada da indústria, a proteção ambiental, etc.

### Planejamento centralizado
O facto de a Alemanha Oriental possuir uma economia planificada, não significa que existisse somente um plano guia de toda a actividade económica. Coexistiam vários planos, considerados quanto ao tempo que duravam (anuais, quinquenais, quinzenais ou mais)

#### Planos anuais
Operacionalmete, o plano a curto prazo era o mais importante para a gestão da produção e dos recursos. Cobria um ano (365 dias) e abrangia todos os sectores da economia. Os alvos chave eram ajustados a nível central, a taxa de crescimento total da economia, volume e etsrutura do produto doméstico e seus usos, utilização de matérias-primas e mão-de-obra e respectiva distribuição por sectores e região, e volume e estrutura das exportações e importações. Por exemplo o plano de 1981, o Estado adicionou a avaliação da ração do uso das matérias-primas ao encontro de valor e à quantidade da saída, de modo a promover um uso mais eficiente dos poucos recursos disponíveis.

#### Planos quinquenais
Este tipo de planos usava os mesmos critérios que os planos anuais, embora menos específico. Era publicado de 5 em 5 anos. Integrava os planos anuais do respectivo período e ajudava a uma política contínua de desenvolvimento económico.